# August Pfund
August Herman Pfund ('Papa Pfund')(28. prosince 1879 – 4. ledna 1949) byl americký fyzik, spectroskop a vynálezce.

## Mládí
Pfund se narodil v Madisonu a chodil na Wisconsinské veřejné školy až do svého přijetí na University of Wisconsin–Madison, kde pod vedením Roberta W. Wooda získal bakalářský titul v oboru fyziky.

## Kariéra
Jak Wood, tak Pfund opustil Wisconsin a v roce 1903 odešli na univerzitu Johnse Hopkinse. V letech 1903 až 1905 Pfund působil jako výzkumný asistent a v roce 1906 získal, opět pod vedením Wooda doktorský titul ve fyzice. Následně získal Johnstonovo stipendium. Na univerzitě Johnse Hopkinse zůstal po zbytek své kariéry, později se stal profesoremem a nakonec rovněž předsedou katedry fyziky. Mezi roky 1943 a 1944 Pfund sloužil jako prezident Optical Society of America.
V rámci spektrální série vodíku objevil Pfund pátou sérii, kde elektron skáče nahoru nebo klesá na pátou základní úroveň. Tato série je známa jako Pfundova série. Vynalezl také Pfundův dalekohled, což je metoda pro dosažení pevného ohniskového bodu bez ohledu na to, kde je dalekohled umístěn, a Pfundův nebeský kompas, který vznikl během Pfundova studia polarizace rozptýleného světla z oblohy v roce 1944, a který výrazně pomohl transpolarním letům tím, že umožnil stanovení slunečního směru za úsvitu. Pfund je také známý pro jeho práci v oblasti infračervené analýzy plynů.